# Бертони, Фердинандо
Фердинандо Бертони (итал. Ferdinando Bertoni; 15 августа 1725, Сало — 1 декабря 1813, Дезенцано-дель-Гарда) — итальянский композитор, капельмейстер и органист.

## Жизнь и творчество
Музыкальное образование начал в родном городе. В 1744 г. переехал в Болонью и стал учеником падре Мартини. В конце 1745 года отправился в Венецию, где работал органистом и учителем игры на цимбалах. В том же году была поставлена в Венеции его первая опера La Vedova accorta, имевшая затем успех также во Флоренции и Милане. В 1752 году был назначен первым органистом венецианского собора Сан Марко. Завоевав популярность и как композитор, и как исполнитель, в последующие годы Бертони сочинял многочисленные оперы и оратории, как правило хорошо принятые зрителем и музыкальной критикой. Он много гастролировал по Италии, посещал Рим, Турин, Неаполь, Парму и Падую. К 1771 году относится знакомство Бертони с В. А. Моцартом и его отцом, Леопольдом.
В 1778 году Бертони получил двухгодичный отпуск и посетил Лондон, где — помимо других известных музыкантов и композиторов — сблизился с И. Х. Бахом. Поставленные в Англии оперы Бертони также имели успех. В 1784 году композитор окончательно вернулся в Италию. В 1785 году Бертолли удостаивается одной из высших почестей из доступных музыканту в Венеции: ему присваивается звание первого капельмейстера Сан-Марко. Этот пост он занимает вплоть до 1808 года. Позднее он уезжает в Дезенцано, где живёт в семье своей ранее умершей сестры.
Основное внимание композитор уделял вокальной музыке. В его творческом наследии числятся 52 оперы, 21 оратория, 13 кантат. Также Бертони является автором ряда инструментальных произведений: 6 симфоний, 6 квартетов для струнных инструментов, и 6 сонат для фортепиано и скрипки. Был также сочинителем музыкальных произведений духовного характера (зачастую — совместно с падре Мартини). Подавляющее число его оперных произведений созданы в рамках традиционной итальянской оперы. Лишь некоторые инструментальные композиции Бертони — недооценённые при его жизни — новаторские, выходят за косные границы принятых тогда правил.

## Оперы
- La vedova accorta (libretto di Antonio Borghese, 1745, Venezia)
- Il Cajetto (libretto di Antonio Gori, 1746 Venezia)
- Orazio e Curiazio (libretto di Antonio Simeone Sografi, 1746, Venezia)
- Armida (libretto di Bartolomeo Vitturi, 1747, Venezia)
- Didone abbandonata (libretto di Pietro Metastasio, 1748, Venezia)
- Ipermestra (libretto di Pietro Metastasio, 1748, Genova)
- Le pescatrici (libretto di Carlo Goldoni, 1751, Venezia)
- L’Antigono (libretto Pietro Metastasio, 1752, Venezia)
- I bagni d’Abano (composto in collaborazione con Baldassare Galuppi, libretto di Carlo Goldoni, 1752, Venezia)
- Ginevra (libretto di Antonio Salvi, 1753, Venezia)
- La moda (libretto di Domenico Benedetti, 1754, Venezia)
- Sesostri (libretto di Apostolo Zeno/Pietro Pariati, 1755, Torino)
- Antigona (libretto di Gaetano Roccaforte, 1756, Genova)
- Lucio Vero (libretto di Apostolo Zeno, 1757, Torino)
- Il Vologeso (libretto di Apostolo Zeno, 1759, Padova)
- Le vicende amorose (libretto di Pastor Arcade Timido, 1760, Venezia)
- La bella Girometta (libretto di Pietro Chiari, 1761, Venezia)
- Ifigenia in Aulide (libretto di Vittorio Amedeo Cigna-Santi, 1762, Torino)
- Cleonice regina in Siria (1763, Londra)
- L’ingannatore ingannato (libretto di Pietro Chiari, 1764, Venezia)
- Il Bajazetto (libretto di Jacopo Antonio Sanvitale, 1765, Parma)
- L’Olimpiade (libretto di Pietro Metastasio, 1765, Venezia)
- Tancredi (libretto di Silvio Saverio Balbis, 1766, Torino)
- Ezio (libretto di Pietro Metastasio, 1767, Venezia)
- Semiramide riconosciuta (libretto di Pietro Metastasio, 1767, Napoli)
- Scipione nelle Spagne (libretto di Agostino Piovene, 1768, Milano)
- Alessandro nelle Indie (libretto di Pietro Metastasio, 1769, Genova)
- Il trionfo di Clelia (libretto di Pietro Metastasio, 1769, Padova)
- Deccebalo (libretto di Antonio Papi, 1770, Treviso)
- Eurione (libretto di Antonio Papi, 1770, Udine)
- L’anello incantato (libretto di Giovanni Bertati, 1771, Venezia)
- Andromaca (libretto di Antonio Salvi, 1772, Venezia)
- Narbale (libretto di Pietro Metastasio, 1774, Venezia)
- L’orfane svizzere (libretto di Giovanni Bertati, 1774, Venezia)
- Artaserse (libretto di Pietro Metastasio, 1776, Forlì)
- Creonte (libretto di Gaetano Roccaforte, 1776, Modena)
- Orfeo ed Euridice (libretto di Ranieri de' Calzabigi, 1776, Venezia)
- Telemaco ed Eurice nell’isola di Calipso (libretto di Pastor Arcade Echillo Acanzio, 1776, Venezia)
- Medonte re d’Epiro (libretto di Giovanni De Gamerra, 1777, Torino)
- Demofoonte (libretto di Pietro Metastasio, 1778, Londra)
- Quinto Fabio (libretto di Apostolo Zeno, 1778, Milano)
- La governante (libretto di Carlo Francesco Badini, 1779, Londra)
- Il soldano generoso (1779, Londra)
- Il duca di Atene (libreto di Carlo Francesco Badini, 1780, Londra)
- Armida abbandonata (libretto di Bartolomeo Vitturi, 1781, Venezia)
- Cajo Mario (libretto di Gaetano Roccaforte, 1781, Venezia)
- Il convito (libretto di Antonio Andrei, 1782, Londra)
- Giunio Bruto (1782, Londra)
- Cimene (1783, Londra)
- Eumene (libretto di Apostolo Zeno, 1784, Venezia)
- Nitteti (libretto di Pietro Metastasio, 1789, Venezia)
- Angelica Medoro (libretto di Gaetano Sertor, 1791, Venezia)